# Estación de Cercedilla Pueblo
Cercedilla Pueblo fue un apeadero que perteneció a la línea C-9 de Cercanías Madrid ubicado junto a la Avenida de Ramón y Cajal de Cercedilla, cerca del centro urbano. En él efectuaban parada los trenes de la línea previa solicitud.
Su tarifa correspondía a la zona C2 según el Consorcio Regional de Transportes.
Hasta el verano de 2011, en que fueron clausurados todos los apeaderos intermedios entre Cercedilla y el Puerto de Navacerrada y entre este y Los Cotos, esta estación tuvo carácter facultativo: el tren se detenía exclusivamente a petición del interesado.

## La estación
Estaba elevado del centro de Cercedilla. Solo tenía un panel informativo (sin nada y con el plano rasgado), y dos carteles de estación. Uno pertenecía a la empresa que gestionaba la estación en 1923 y otro a Cercanías Renfe.
En mayo de 2023 Adif confirmó la demolición del apeadero, lo cual dejaría incomunicada esta zona de Cercedilla.
En verano de 2025, con motivo de las obras de reforma integral de la línea, el apeadero fue finalmente demolido.

## Líneas
| procedencia/destino | < estación | Línea | estación > | destino/procedencia |
| ------------------- | ---------- | ----- | ---------- | ------------------- |
| Cercedilla          | Cercedilla |       | Las Heras  | Cotos               |